# Dave Meros
Dave Meros (Salinas (Californië), 8 februari 1956) is een Amerikaanse basgitarist. Hij is bijna vanaf de oprichting van Spock's Beard hun bassist.
In zijn jeugd zag het er niet naar uit, dat hij zou eindigen als basgitarist. Hij speelde vanaf zijn negende piano en daarna hoorn, trompet, trombone, en tuba. Hij haalde met zijn spel enige plaatselijke prijzen en maakte enige tijd (1974-1977) deel uit van University of California Jazz Ensembles. Tijdens zijn studie aan de Universiteit van Californië - Berkeley begon hij basgitaar te bespelen. Vlak daarna volgden al de eerste optredens op dat muziekinstrument. Het is dan 1978. Hij toerde met diverse plaatselijke band. Meer faam kreeg hij met zijn optredens met Bobby Kimball, zanger van Toto tijdens diens solo-optredens en Eric Burdon en the Animals. In 1992 verving hij John Ballard, de bassist van Spock's Beard, dat pas in 1995 met hun debuutalbum kwam. Sindsdien maakt hij deel uit van die band. Spock’s Beard neemt gedurende haar bestaan regelmatig een al dan niet gedwongen sabbaticals. Gedurende die pauzes speelt Meros mee in gelegenheidsformaties in en om Los Angeles, de plaats waar hij vanaf 1985 woont. Een van de band waar hij dan langere tijd deel van uitmaakt is Iron Butterfly, een hardrockband uit de jaren zeventig met diverse reünies. Naar eigen zeggen heeft hij geen specifiek voorbeeld gevolgd vanuit de rock.